# Assistance
Assistance ([asistɑ̃s], von französisch assistance [asistɑ̃s] „Unterstützung“) ist eine Dienstleistung, die Kunden von Versicherungen und anderen Unternehmen sofort und unmittelbar hilft. Der Grundgedanke der Assistance ist es, rund um die Uhr Notfallhilfe vor Ort zu organisieren bzw. zu erbringen. Unter Assistanceleistungen wurden ursprünglich im engeren Sinne Hilfs-, Beistands-, Notfall- und Problemlösungsleistungen im Zusammenhang mit Not- und Schadensfällen verstanden. Heute werden auch zusätzliche allgemeine Serviceleistungen unter diesem Begriff subsumiert.
Ursprünglich aus der Versicherungswirtschaft stammend, bezeichnet Assistance die sofortige konkrete Hilfe im Rahmen eines Versicherungsvertrages im Gegensatz zu einer nachträglichen Kostenerstattung. Versicherer setzen Assistanceleistungen ein, um einerseits Schadenskosten zu reduzieren, und andererseits, um die Kundenzufriedenheit und die Kundenbindung zu verbessern. Seit einigen Jahren werden Assistanceleistungen auch zunehmend von anderen Branchen (Automobilindustrie, Energieversorgungsunternehmen etc.) eingesetzt.
Die Hilfs- und Serviceleistungen werden jedoch nicht von diesen Unternehmen selbst, sondern von Assistanceunternehmen weltweit organisiert. Diese Spezialunternehmen organisieren die Leistungen rund um die Uhr, auch an Wochenenden und Feiertagen. Für das Umsetzen der jeweiligen Leistung vor Ort setzen die Assistanceunternehmen in der Regel externe Leistungserbringer ein. Neben der Organisation der Leistungen selbst ist das Management von Netzwerken externer Leistungserbringer (sog. Partnernetzwerke) eine Kernfunktion von Assistanceunternehmen.

## Die Begrifflichkeit
Seinen Ursprung hat der Begriff Assistance im lateinischen „assistere“ – beistehen. Die heutige Verwendung des Begriffes lässt sich aber aus dem Französischen herleiten und mit der Bedeutung „Hilfe, Beistand oder Unterstützung“ übersetzen. Aufgrund seiner sprachlichen Wurzeln ist Assistance ein internationaler Begriff. Dies führte dazu, dass Assistance innerhalb der Versicherungswirtschaft als Terminus technicus eingeführt wurde und eine Übersetzung in die jeweilige Landessprache unterblieb.

## Entwicklungsgeschichte
Die Assistance ist im Zuge der zunehmenden Mobilität und Reisetätigkeit der europäischen Bevölkerung nach dem Zweiten Weltkrieg entstanden. In den 50er Jahren war das Reisen im In- oder Ausland noch mit erheblichen Schwierigkeiten verbunden, sobald Reisende erkrankten, mit ihrem Auto in einen Unfall verwickelt wurden oder das Fahrzeug eine Panne aufwies. Insbesondere im Ausland war es aufgrund der Sprachprobleme fast unmöglich, schnelle, adäquate Hilfe zu bekommen.
Der Franzose Pierre Desnos gründete nach einem Verkehrsunfall eines befreundeten Ehepaares im Ausland 1963 als erstes Assistanceunternehmen die Europ Assistance. In Frankreich und anderen westeuropäischen Ländern bildeten sich in der Folge weitere Gesellschaften. In Deutschland setzte sich der Assistance-Gedanke dagegen eher zögerlich durch, da sich insbesondere im Bereich Pannenhilfe die Verkehrsclubs etablierten. Die Gründungen der deutschen Assistanceunternehmen fallen daher in die 80er Jahre. Derzeit teilen sich in Deutschland rund ein Dutzend Assistance-Gesellschaften den Markt für Assistance-Leistungen. Sie unterhalten im Bereich Pannenhilfe auch das Unternehmen Assistance Partner, die sogenannten „silbernen Engel“. Marktführer der deutschen Assistancebranche ist die zur Allianz-Gruppe gehörende AGA Service Deutschland GmbH.
Die international bedeutendsten Anbieter von Assistanceleistungen sind die AGA International SAS (Umsatz 2011: 2,1 Mrd. €), Europ Assistance (2007: 1,05 Mrd. €), die International Assistance Group, International SOS und die AXA Assistance (2005: 621 Mio. €).
In Deutschland beschäftigten die Assistanceunternehmen der Versicherer im Jahr 2012 knapp 2.500 Menschen.

## Das Grundprinzip
Sofortige Hilfe
Assistance-Leistungen stellen eine direkte Hilfe im Not- oder Servicefall dar.
Medium
Assistance-Leistungen werden über das Telefon abgerufen und eingeleitet. Zunehmend gewinnen auch Telematik-Dienstleistungen an Bedeutung.
Rund um die Uhr
Assistance-Leistungen werden rund um die Uhr und 365 Tage im Jahr erbracht.
Geltungsbereich
Je nach Anbieter sind die Leistungen national, europa- oder weltweit verfügbar.
Leistungserbringung
Die Leistungen werden im Namen der Auftraggeber (Versicherungsunternehmen, Automobilhersteller u. a) durchgeführt. Sofern die Assistance-Leistung nicht direkt durch das Assistance-Unternehmen erbracht werden kann, veranlasst das Unternehmen die Einbindung weiterer Partnerunternehmen.
Partnernetzwerke
Das Steuern und das Controlling von weltweit flächendeckenden und qualitätsgesicherten Netzen von Kooperationspartnern in den verschiedenen Leistungsbereichen (Gesundheit, Reise, Fahrzeug, Haus, Jurisprudenz etc.) stellt die Kernkompetenz von Assistanceunternehmen dar. Die großen internationalen Assistancegesellschaften greifen jeweils auf weltweite Partnernetze (Kliniken, Ärzte, Pannenhilfsdienste, Rechtsanwälte, Pflegedienste etc.) zu.
Leistungsarten
Die Leistung eines Assistance-Unternehmens besteht vor allem in der Vermittlung und/oder Durchführung von Hilfeleistungen, insbesondere Informations-, Beratungs- und Organisationsleistungen.

## Leistungsbereiche
Als Assistance-Leistung ist grundsätzlich jede Art von Dienstleistung erdenklich, die ein Assisteur organisationstechnisch zu leisten vermag. Wesentliche Bereiche sind:

### Fahrzeugassistance (Technische Assistance)
Die Fahrzeugassistance enthält Leistungen im Bereich von Pannen, Unfall oder Diebstahl. Die Leistungen in diesem Bereich werden durch Pannenhilfs-, Abschlepp- und Bergungsdienste sowie durch die Bereitstellung von Mietwagen oder die Organisation von Reparaturleistungen erbracht. Darüber hinaus stellen die Assisteure die Mobilität der Kunden nach einem Unfall oder einer Panne sicher. Dazu gehören zum Beispiel die Organisation der Weiterreise per Bahn, Hotelübernachtungen, der Versand von Fahrzeugersatzteilen oder der Fahrzeugrücktransport. Fahrzeugassistance-Leistungen sind Bestandteil von Schutzbriefen oder Mobilitätsgarantien.

### Medizinische Assistance
Leistungen, die im Rahmen der medizinischen Reiseassistance erbracht werden, beziehen sich auf die medizinische und psychologische Betreuung erkrankter oder verletzter Menschen im Ausland sowie deren Krankenrücktransport, den Versand von Medikamenten oder die Überführung im Todesfall. Weiterhin umfasst die medizinische Assistance Informationsleistungen, wie etwa die medizinische Beratung vor oder während einer Reise zu Impfvorschriften oder Ähnlichem. Leistungen der medizinischen Assistance sind Bestandteil vieler Schutzbrief-, Unfall- und Auslandsreisekrankenversicherungen.
Einzelne Assistancen bieten zudem Hilfe bei besonderen medizinischen Fragestellungen an, wie zum Beispiel bei Tauchunfällen oder bei Dialysereisen im Ausland.

### Reiseassistance (Touristische Assistance)
Der Begriff der Reiseassistance umfasst personenbezogene Leistungen im Zusammenhang mit Auslandsreisen. Als Ergänzungsform der oben genannten Assistance-Leistungen bietet die Reiseassistance Hilfeleistungen bei organisatorischen bzw. durch Diebstahl verursachten Problemen während einer Reise. Sperrungen von Kreditkarten werden veranlasst, abhandengekommene Zahlungsmittel oder Reisedokumente ersetzt usw. Bei Flugverspätungen, die eine Weiterreise verhindern, wird die Unterbringung in ein Hotel veranlasst sowie die Organisation eines Ersatzfluges übernommen. Im Businessbereich werden darunter Serviceleistungen verstanden, die die Organisation und den Ablauf von Geschäftsreisen betreffen sowie Hilfeleistungen bei verlorenen Laptops, Mobiltelefonen etc.

### Rechtliche Assistance
Rechtliche Assistance bezeichnet die anwaltliche Unterstützung von Kunden bzw. Versicherungsnehmern. Diese erfolgt entweder durch eine telefonische Rechtsberatung, durch eine internetbasierte Rechtsberatung oder durch die Vermittlung an eine versierte Anwaltskanzlei vor Ort. Insbesondere im Bereich der Rechtsschutzversicherung haben sich die genannten Zusatzleistungen mittlerweile nahezu als Standardleistung etabliert.

### Hausassistance (Home Assistance)
Hausassistance bezeichnet Serviceleistungen im Zusammenhang mit privaten Immobilien bzw. Betriebsgebäuden. Die Leistungen umfassen zum Beispiel die Organisation von Handwerkern oder Reparaturdiensten, die rund um die Uhr verfügbar sind. Ferner können die Bewachung der Immobilie, Schlüsseldienste oder professionelle Haushüter organisiert werden sowie die Betreuung von Haustieren. Hausassistance-Leistungen sind häufig an Gebäude- oder Hausratversicherungen, aber auch an Hausschutzbriefe oder Stromtarife gekoppelt.

### Gesundheitsservices
Die Leistungsbereiche der inländischen Gesundheitsservices umfassen Leistungen wie Organisation ambulanter Pflege- und Hilfsdienste, aber auch telefonische Gesundheitsinformationen sowie die telefonische Betreuung chronisch Kranker bis hin zum Rehabilitations-Management von Unfallopfern. Dies bietet neben den oben dargestellten Leistungen auch Hilfestellung bei der Wiedereingliederung in das Berufsleben. Bei schwerer Verletzung oder Erkrankung leisten Assistance-Unternehmen beim Reha-Management konkrete Hilfe in allen Bereichen der Rehabilitation.

### Komfortservices (Convenience Services)
Diese decken den gesamten Servicebereich ab, wie etwa Kartenreservierungen für Veranstaltungen, die weltweite Besorgung von Geschenken oder Blumen oder Informationsleistungen zu Golf- oder Tennisplätzen.